# Сигурд Хлодвирссон
Сигурд Хлодвирссон, также Сигурд Стаут (Могучий) (норв. Sigurd Lodvesson) (около 960 — 23 апреля 1014) — норвежский ярл Оркнейских островов (ок. 987/991 — 1014).

## Биография

### Исторические источники
Источниками сведений о ярле Сигурде являются почти исключительно одни исландские саги. Это «Сага об оркнейцах», написанная в начале 13 века, но большую часть содержащейся в ней информации трудно подтвердить. Также Сигурд многократно упоминается в «Саге о Олаве Святом» (Круг Земной) и «Саге о Людях с Песчаного Берега». Существуют различные рассказы о его подвигах в «Саге о Ньяле», а также «Саге о Гуннлауге Змеином Языке», «Саге о Торстейне сыне Халля с Побережья», «Саге о Людях из Озерной Долины», в «Пряди о Хельги и Ульве» в «Книге с Плоского острова».

### Происхождение
«Сага об оркнейцах» сообщает, что Сигурд был сыном Хлодвира Торфиннсона, ярла Оркнейских островов (ок. 980 — ок. 991), младшего (четвёртого) сына ярла Торфинна Раскалывателя Черепов (ок. 963 — ок. 976). Его матерью считается Эне (Энья), дочь Кербалла мак Дунлайнге (ум. 888), короля Осрайге (842—888).

### Правление

#### 990-е—1000-е годы
Около 987/991 года после смерти своего отца Сигурд Хлодвирссон унаследовал власть на Оркнейских островах.
Во владения Сигурда входили Оркнейские и Шетландские острова, а также обширные земли на территории Шотландии. Сюзеренами оркнейских ярлов были короли Шотландии и короли Норвегии. Согласно «Саге о Ньяле», в состав владения Сигурда входили шотландские области Росс, Морей, Сазерленд и Дейлс. Последняя по предположению историка Альфреда Смита (1984), позднее стала известна как Кейтнесс.

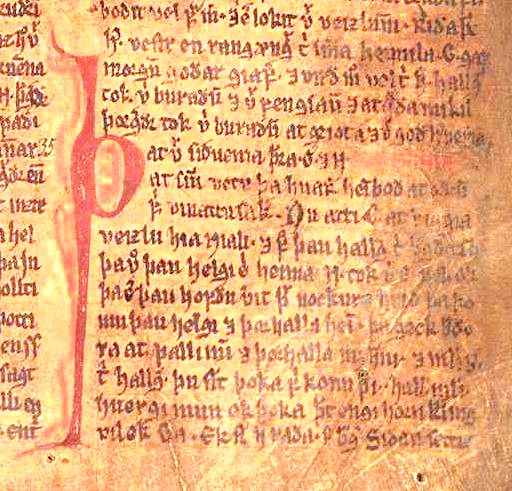
Отрывок из «Саги о Ньяле» из «Подмаренничной книги» (Möðruvallabók), ок. 1350 год

Ярл Льот Торфинссон (дядя Сигурда) погиб во время войны с шотландцами, и сам Сигурд вскоре столкнулся со своими южными соседями. Согласно «Саге об оркнейцах» «Ярл Хиннлейк» (Финдлех мак Руайдри), мормэр Морея (ум. 1020) во главе большого войска выступил в поход против Сигурда. В битве оркнейский ярл, по совету матери изобразивший на своём стяге ворона, птицу Одина, одержал победу над морейским мормэром.
Около 1005 году в битве при Мортлахе шотландский король Малькольм II одержал победу над норвежским войском, которым, возможно, командовал оркнейский ярл Сигурд. Хотя шотландцы одержали победу в битве, норвежцы провели значительное время в области Морей.

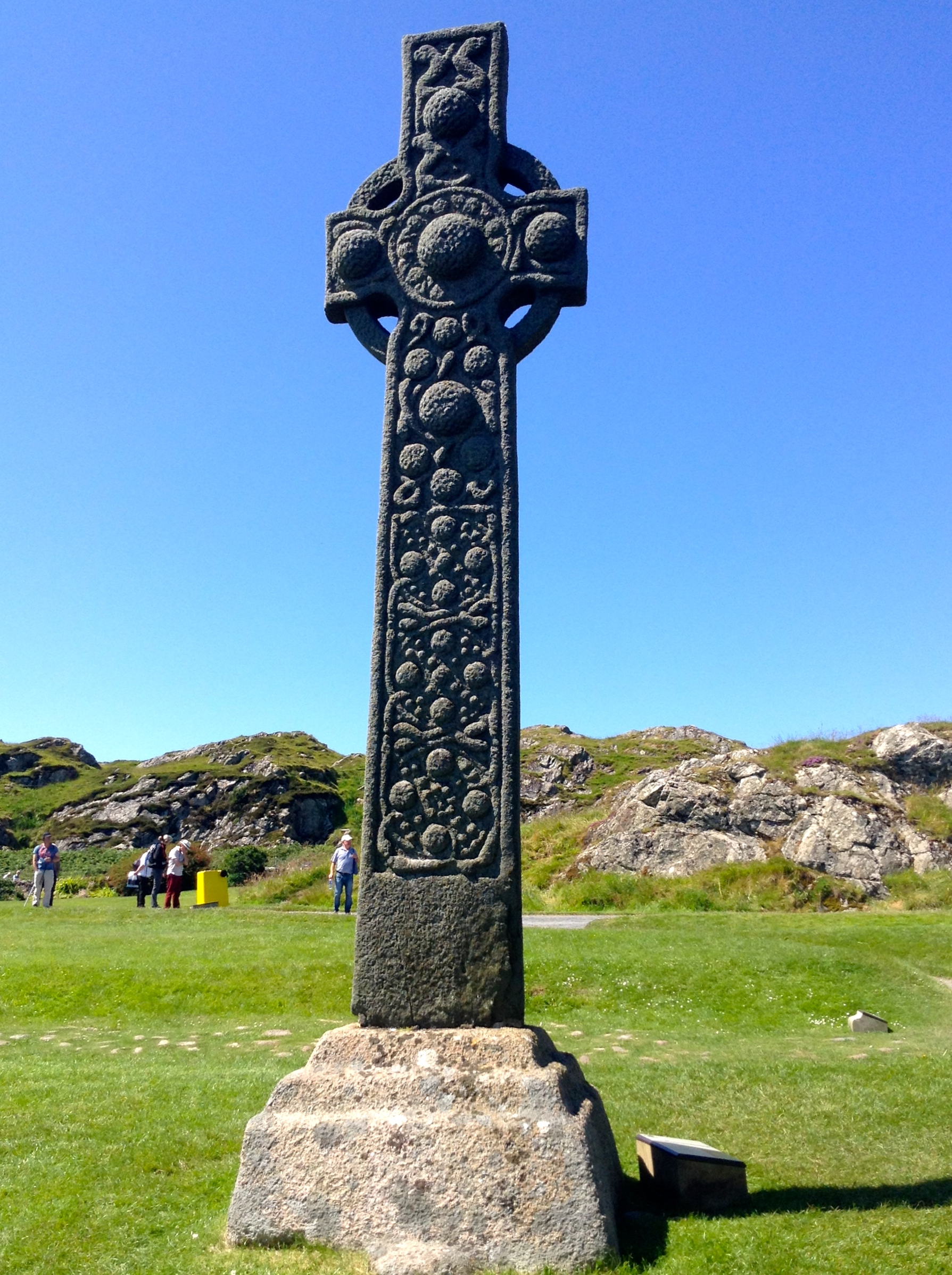
Крест Св. Мартина на острове Айона, датируется примерно 800 годом

Сигурд Могучий также подчинил своей власти Гебридские острова, где он назначил ярлом (правителем) Гилли. «Сага о Ньяле» рассказывает о экспедиции, которая произошла около 980 года, в которой Кари, телохранитель Сигурда, разграбил Гебриды, Кинтайр и Бретланд (вероятно, Стратклайд). Во второй раз Кари приплыл с флотом через Норт-Минч, чтобы собрать дань с Гилли, база которого находилась на острове Колонсей или Колл.
«Анналы Ульстера» сообщают о рейде «датчан» на остров Айону в ночь на Рождество, во время которого аббат и пятнадцать монахов из монастыря были убиты. Возможно, это было связано с успешным покорением острова Мэн Сигурдом и Гилли между 985 и 989 годом.
«Сага о Ньяле» сообщает о победе оркнейского ярла Сигурда над Гофрайдом мак Аральтом (ум. 989), королём Островов, с хитростью прибывшим на Оркнейские острова. Но «Анналы Ульстера» датируют это событие 987 годом и сообщают об обратном исходе битвы. Они утверждают, что тысяча скандинавов была убита, среди них были датчане, которые разграбили Айону. «Сага о Ньяле» сообщает что в 989 году оркнейский ярл совершил рейды на Южные Гебриды, Англси, Кинтайр и Уэльс, одержав решительную победу над врагом.
В 1004 году Гебридские острова, где правил король Рагналл мак Гофрайд (ум. 1004), находились в независимости от ярла Оркнейских островов. После гибели Рагналла в Мунстере Сигурд вновь подчинил Гебриды своей власти.

#### Принятие христианства

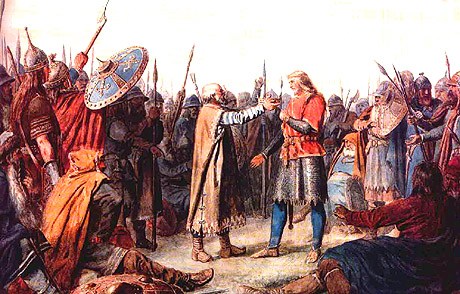
Петер Николай Арбо. Олаф Трюгвассон провозглашается королём Норвегии.

Согласно «Саге об оркнейцах», северные острова (Оркнейские и Шетландские) приняли христианство в 995 году, когда здесь на острове Саут-Уолс остановился будущий король Норвегии Олаф Трюггвасон, плывший из Ирландии в Норвегию. Олаф призвал к себе ярла Сигурда и потребовал от него принять крещение, в случае отказа угрожая его убить и опустошить все его острова. Оркнейский ярл Сигурд вынужден был согласиться. Жители подвластных ему островов приняли христианство.
Этот рассказ повторяется в «Саге об Олаве Святом». В ней рассказывается, что Олав Трюггвасон высадился с войском на острове Саут-Роналдсей и пленил ярла Сигурда. Сигурд и все его подданные вынуждены были принять крещение. Олав Трюггвасон взял в заложники одного из сыновей Сигурда, который вскоре скончался в Норвегии. После смерти сына оркнейский ярл Сигурд перестал подчиняться королю Норвегии.

#### Смерть в битве при Клонтарфе

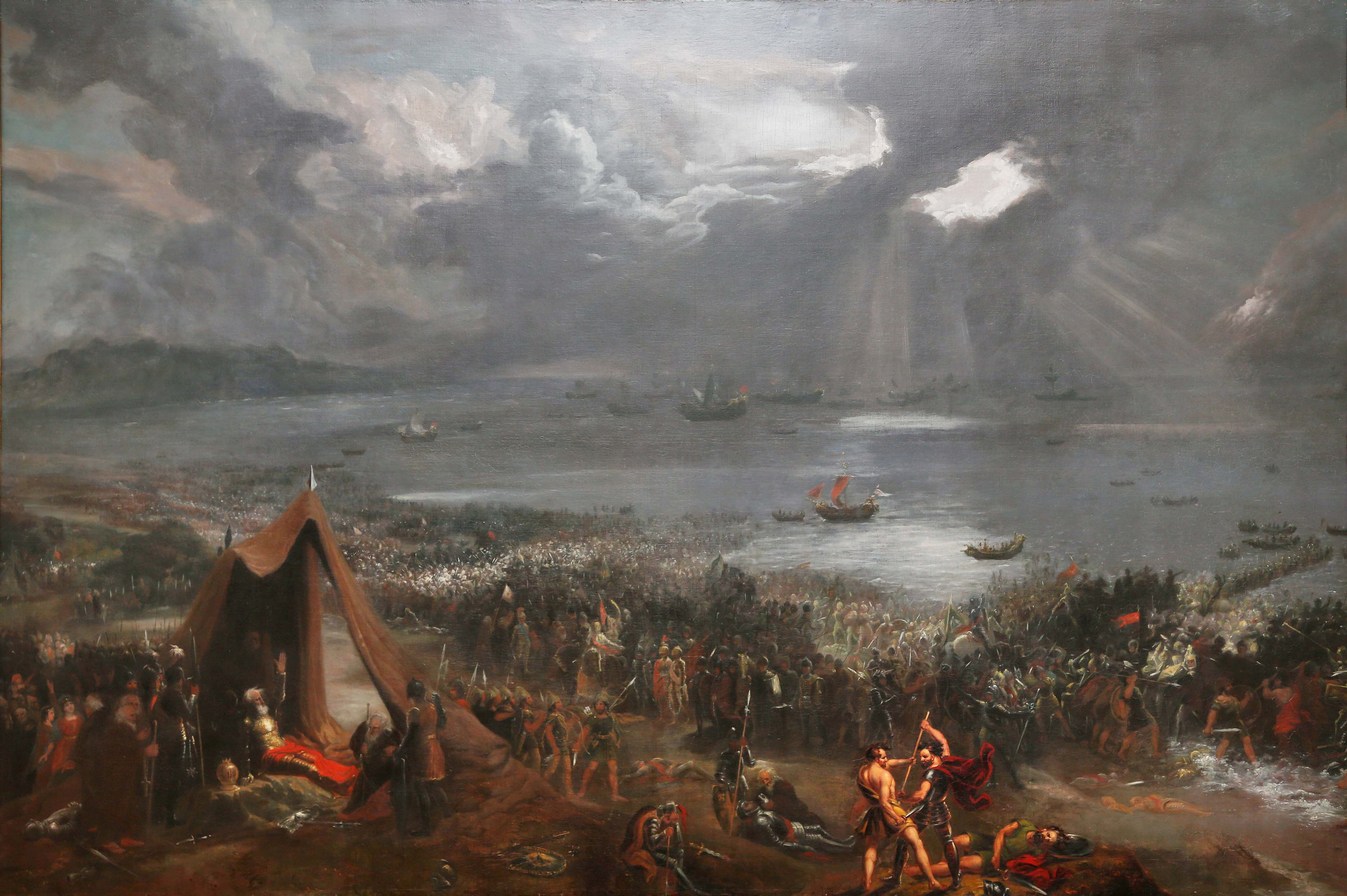
Битва при Клонтарфе (автор — Hugh Frazer). 1826

«Сага об оркнейцах» сообщает, что «через пять лет после битвы у Свольдена» ярл Сигурд отправился в Ирландию, чтобы поддержать короля дублинских викингов Ситрика Шелкобородого в борьбе против верховного короля Ирландии Бриана Бору. В битве в Великую Пятницу при Клонтарфе 23 апреля 1014 года Сигурд был убит.
«Сага о Ньяле» рассказывает немного больше деталей, утверждая, что Гормлет инген Мурхада предложила своему сыну Ситрику Шелкобородому, королю Дублина, обратиться за помощью к ярлу Оркни Сигурду в борьбе против своего бывшего мужа Бриана Бору. Гормлет отправила своего сына к ярлу на острова с просьбой о помощи.
Ирландский источник XII века «Война ирландцев против чужеземцев» описывает битву при Клонтарфе. Против Бриана Бору сражались лейнстерцы и иностранцы, во главе которых находились Бродир с острова Мэн и Сигурд. Ожесточённое сражение продолжалось целый день. Хотя Бриан Бору] и погиб в бою, ирландцы в итоге разгромили противника. В сражении был убит оркнейский ярл Сигурд. Его смерть подтвержадают «Анналы Ульстера», которые фиксируют, что среди погибших был Сигурд, сын Хлодвира, ярл Оркни.

### Преемники и родственники
Оркнейский ярл Сигурд Хлодвирссон имел пять сыновей:
- Хунди, умер в Норвегии, где он находился в заложниках при дворе короля Олава Трюггвасона
- Бруси (ум. между 1030 и 1035), ярл Оркни (1014—1030)
- Сумарлиди (ум. между 1014 и 1018), ярл Оркни (1014—1015)
- Эйнар (ум. 1020), ярл Оркни (1014—1020)
- Торфинн (ок. 1009 — ок. 1065), ярл Оркни (1020—1064), его матерью была Олит, дочь короля Шотландии Малькольма II (1005—1034). Он воспитывался при дворе своего деда Малькольма, получил титул мормэра Кейтнесса и впоследствии оставался его верным союзником, а Оркнейские острова долгое время находились под фактической властью короля Шотландии.

В 1014 году после гибели Сигурда его трое старших сыновей — Бруси, Сумарлиди и Эйнар — стали совместно управлять Оркнейскими и Шетландскими островами.